# Обрушение магазина «Marja» в Таллине
Обрушение магазина «Marja» в Таллине произошло в субботу, 12 февраля 1994 года во второй половине дня по адресу улица Мустамяэ 45. Из-за строительной ошибки в торговом зале разрушилась опора, поддерживавшая потолок, в результате чего на людей обрушилась тяжёлая бетонная конструкция. На месте катастрофы погибли 5 человек, 1 пострадавший позже умер в больнице, травмы получили 12 человек (в одной из газетных статей утверждается, что погибших было 8 человек, пострадавших — 15).

## Здание
Оригинальный проект магазина был разработан в 1975 году в организации «Ээсти Проект». Магазин построило строительное управление № 3, его двери были открыты в 1977 году. Здание было одноэтажным. На момент происшествия оно принадлежало городу.

## Обрушение
12 февраля 1994 года в магазине «Marja» было больше покупателей, чем обычно, так как вечером должно было состояться открытие Зимних Олимпийских игр в Лиллехаммере, и большинство горожан хотело сделать свои покупки с утра. После обеда покупателей в магазине уже было меньше.
«Не хочу вспоминать этот день, — признавалась позже кассир магазина Лейда Лаан (Leida Laan). — Несчастье для этого слишком тяжёлое. По магазину как будто бомбовая атака прошла». В 15:15 кассир услышала сильный треск у колбасно-мясного прилавка. Первой мыслью было: в магазине кто-то взорвал бомбу. Лейда Лаан вспоминала: «Всё затрещало и загремело. Подвесной потолок начал падать, затем стали рушиться панели». Возникла паника. Среди погибших оказалась молодая пара — жених и невеста, и родители трёхлетнего мальчика, который остался жив благодаря тому, что оказался в свободном пространстве между рухнувшими панелями. На место катастрофы прибыло 11 машин скорой помощи, 2 реанимобиля, спасательная служба и полиция. По словам главного директора Спасательного департамента Харри Хейна (Harry Hein), у таллинских спасателей в то время отсутствовали опыт и специальная техника для ликвидации таких катастроф, поэтому у Спецавтобазы (Eriautobaas) попросили грузоподъёмный кран, с помощью которого попробовали поднять рухнувшие стеновые и потолочные панели. Так как стрела крана Спецавтобазы оказалась для этих целей слишком короткой, подходящий для этой работы кран пришлось заказать у частной фирмы. Спасательная операция завершилась 13 февраля в 2 часа ночи, когда все обрушившиеся панели были подняты.

## Причины

### Официальные выводы
Правительственная комиссия по расследованию причин катастрофы пришла к заключению, что обрушение кровли магазина было вызвано разрушением узла поддержки бетонных блоков потолка на второй опорной линии со стороны улицы Кулднока (Kuldnoka). Во время строительства здания, перед бетонированием авторский надзор осмотрел опору и потребовал установки дополнительной арматуры. Однако строители этого не сделали, и спустя 17 лет опора в результате усталости материала разрушилась. Прямые виновники происшествия до сих пор не установлены.
Несмотря на то, что правительственная комиссия нашла, что несчастье было вызвано нарушением строительных инструкций, Центральное следственное бюро в марте 1995 года прекратило уголовное дело в связи с истечением срока давности деяния, ставшего причиной несчастного случая.

### Другая точка зрения на причины трагедии
В эстонской газете «Post», вышедшей 17 февраля 1994 года, то есть через 5 дней после трагедии, была сформулирована другая причина произошедшего несчастья (перевод с эстонского, пунктуация оригинала сохранена):

«Причиной обрушения крыши магазина „Marja“ было не „халтурное строительство советского времени“, а деятельность акционерного общества, арендовавшего магазин: при расширении торгового зала были убраны несколько потолочных опор! Обрушение потолка магазина — это не последствие социализма, а только рыночной экономики!…Согласно проекту, а также при осмотре разрушенного торгового зала хорошо видно место расположения прежних опор. Однако Март Лаар сказал во вторник, что „случившееся опять и снова напоминает нам о советских временах“… Представитель строительной фирмы „Võru Külaehituskoondis“ Яак Каролин (Jaak Karolin) сказал газете „Post“, что магазины АВС-типа строились по-советски с избыточным запасом прочности. Когда арендаторы магазина „Marja“, выделяя место для размещения очереди покупателей к прилавку, убрали опоры, их лично предостерёг руководитель Лиллекюлаского стройуправления… Руководитель Строительного департамента города Таллина господин Калло (Kallo) во вчерашней газете „Õhtuleht“ сказал правду: не имеет смысла обвинять строителей».— 

## 1994 — год обрушений в Эстонии
Обрушение магазина «Marja» стало первой подобной катастрофой в Эстонии в 1994 году.  Через две недели произошло обрушение потолка в детском саду в Козе, причиной которого стала собравшаяся на нём вода (к счастью, пострадавших не было). Осенью были обнаружены большие трещины между панелями девятиэтажного жилого дома в Таллине по адресу улица Сыстра 3 (Sõstra tn 3). Дом расположен недалеко от магазина «Марья» и был построен в одно с ним время. Работники Спасательного департамента временно эвакуировали его жителей, а разваливающиеся панели были скреплены скобами. В этом же году стало известно об опасности обрушения главного здания и построенной в 1982 году библиотеки Тартуского университета, на случай чего был разработан специальный «чёрный сценарий». Обвалоопасным было признано здание Валгаской гимназии; вероятная причина — крайне «экономное» использование цемента строителями. В самом опасном состоянии находилось здание в Курессааре, где заседал Саареский уездный суд (Saare Maakohus). Дом, построенный в XVIII столетии, уже частично обвалился; жильцы из расположенной в его задней части квартиры съехали. Саареский земский судья тогда говорил, что судьи и присутствующие на заседаниях люди «задерживают дыхание и надеются, что ничего не случится».

## Фотографии
- Фото-инфосистема Национального архива Эстонии содержит фотографии с места происшествия и ликвидации обрушения.

Номера фотографий (англ. Reference Code) в архиве: EFA.204.0.268184, EFA.204.0.268185, EFA.204.0.268186, EFA.204.0.268187, EFA.204.0.268188, EFA.204.0.268189, EFA.204.0.268190, EFA.204.0.268197, EFA.204.0.268198, EFA.204.0.268199, EFA.204.0.268200, EFA.546.0.245123, EFA.546.0.245124, EFA.546.0.245125, EFA.546.0.245126, EFA.546.0.245127, EFA.546.0.245128, EFA.546.0.245129, EFA.546.0.245130, EFA.546.0.245131, EFA.546.0.245132, EFA.546.0.245133, EFA.546.0.245134, EFA.546.0.245135.
При поиске фотографий в графу Otsi sõna (англ. Search Word) следует ввести слова "Marja poe".

## Новое здание
Весной 1994 года архитекторы Вольдемар Херкель и Калле Раннула совместно с архитектурным бюро «Harmin» приступили к проектированию нового здания магазина. Оно стало двухэтажным. На первом этаже разместился продуктовый магазин, на втором этаже стали продавать промышленные товары.
9 февраля 1995 года строители повесили на строящееся здание венок. Заместитель председателя правления акционерного общества «Марья» (AS Marja) Эва Ныулик (Eva Nõulik) сказала, что это было сделано не в память о погибших год назад людях, а с целью исполнения обычного ритуала установки стропил.
Конструкции первого этажа нового здания выполнены из бетона, стены — из бетонных блоков, второй этаж стоит на металлическом каркасе. По просьбе покупателей магазин был спроектирован частично без перекрытия так, чтобы свет, падающий из окна на крыше, освещал то место, где разрушилась вызвавшая катастрофу опора.
Строительство нового здания началось осенью 1994 года; магазин был открыт 30 июня 1995 года.
Собственники магазина «Marja» с 1 июля 2004 года сдают его в аренду торговой сети “Comarket”. На первом этаже также расположен один из многочисленных магазинов кондитерской фирмы «Pagaripoisid», в здании работает салон красоты «Marja Beauty Salon Ltd».

## Память
Траурные деревья, посаженные родственниками погибших возле магазина, были вырублены, но каждый год 12 февраля на их месте зажигаются свечи.

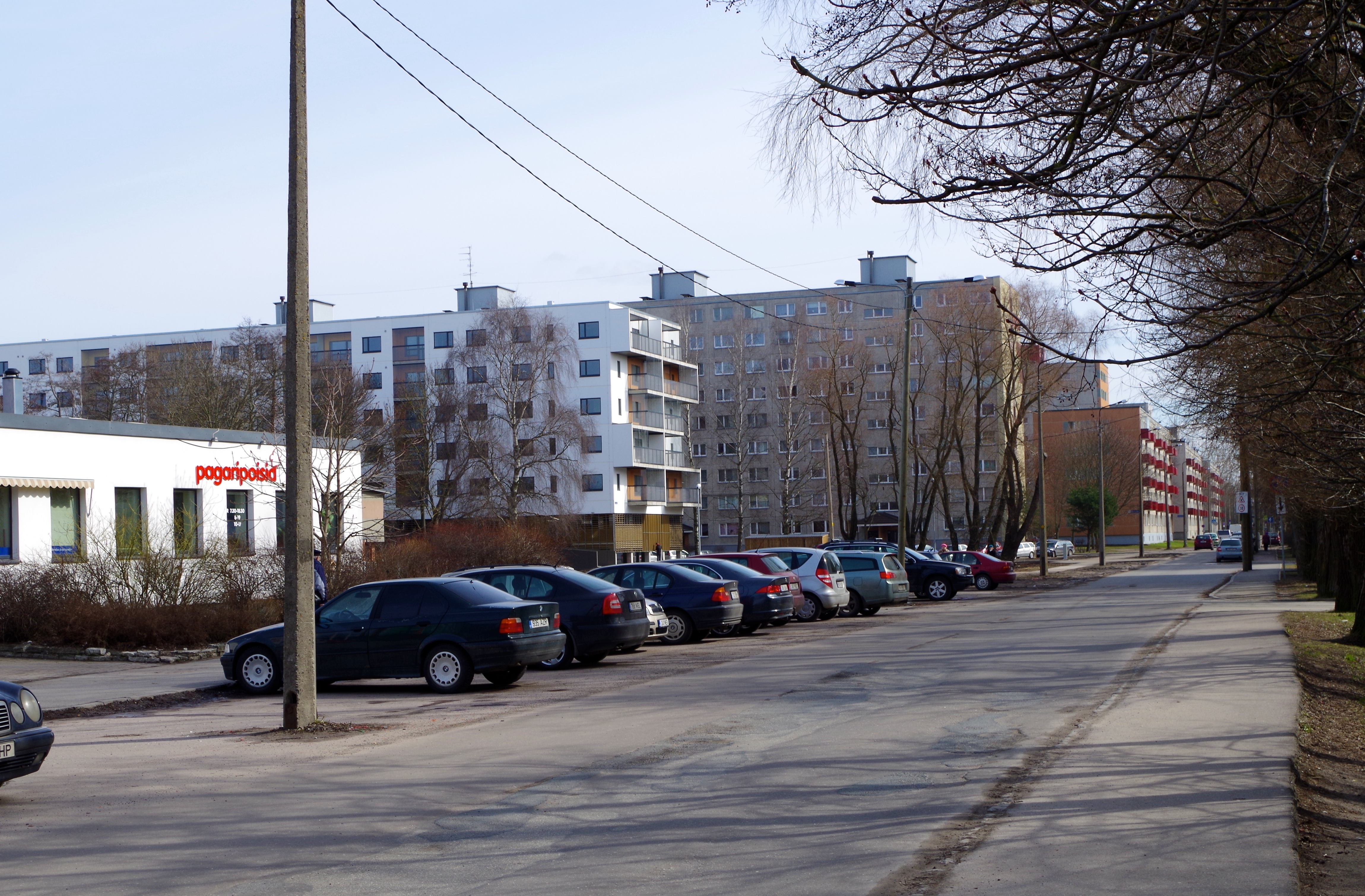
Апрель 2015 года. Улица Кулднока, слева видна часть бывшего магазина «Marja»
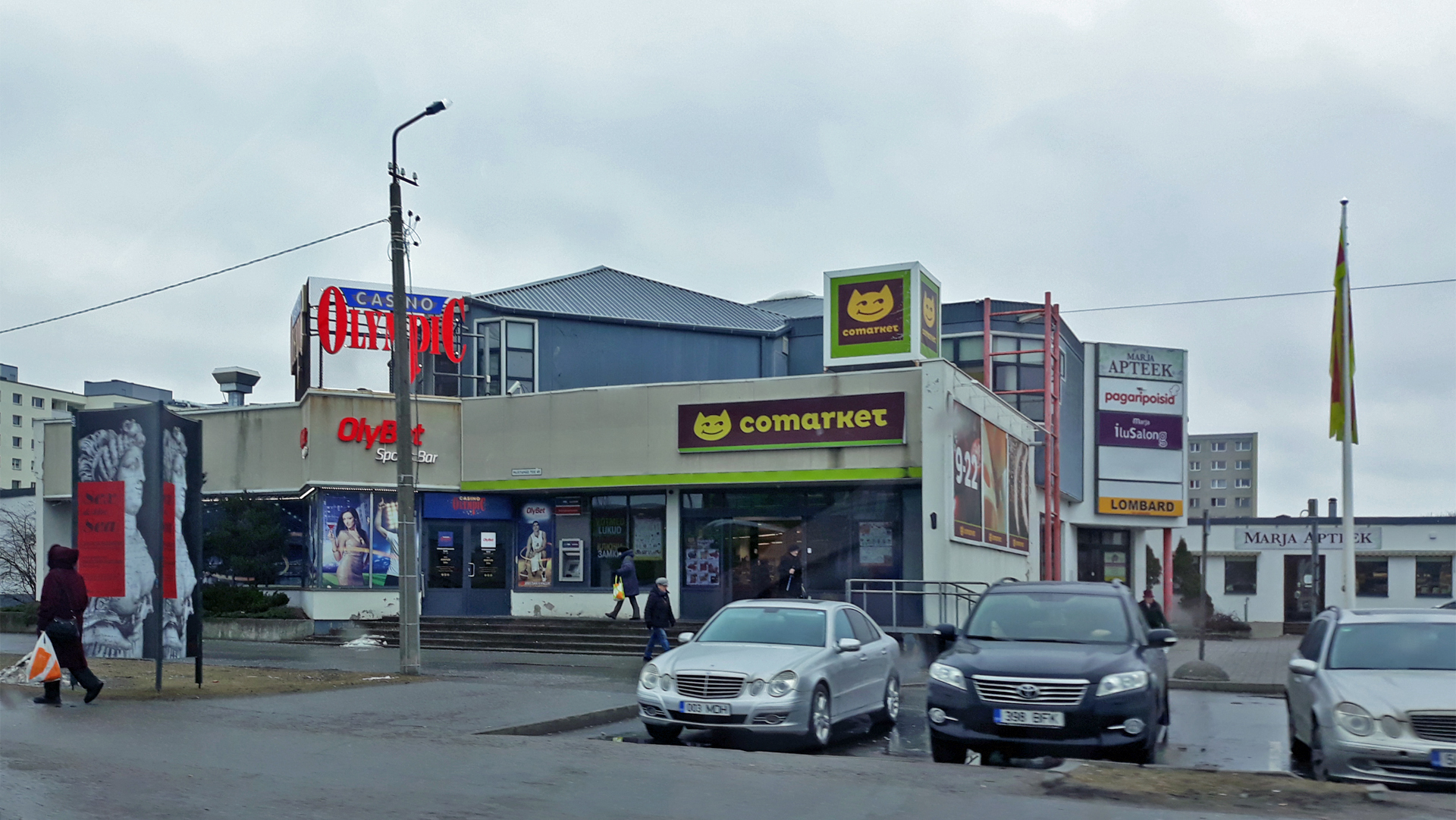
Март 2019 года. Ул. Мустамяэ 45: здесь до 12 февраля 1994 года был магазин «Marja»